# Ali Reza Khan Azod al Molk

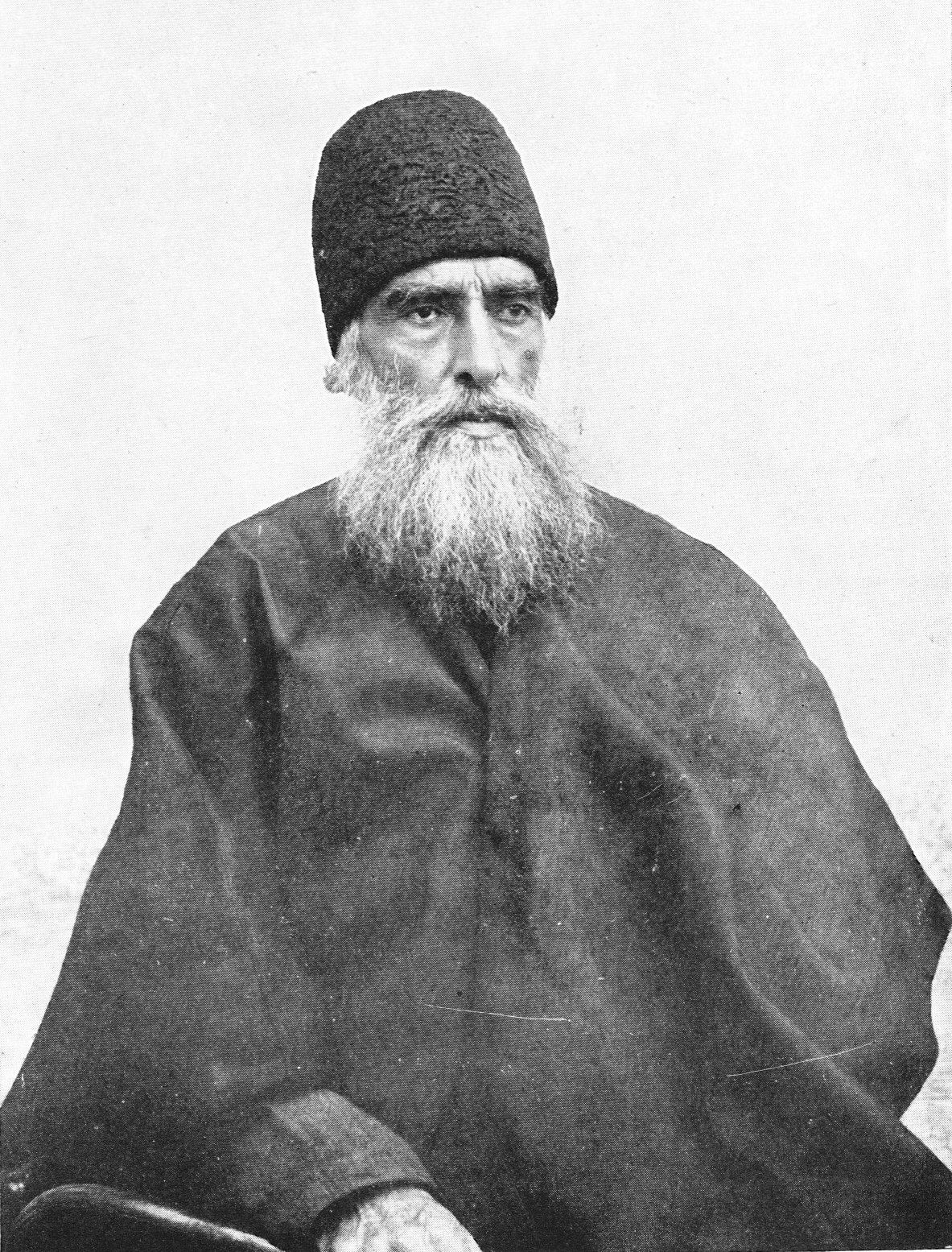
Ali Reza Khan Azod al Molk, 1910

Ali Reza Khan Azod al Molk (anhörenⓘ), kurz auch Azud al-Mulk, persisch عضدالملک, auch Ali Reza Khan Kadschar (* 1822; † 22. September 1910), war Regent von Iran.

## Leben
Ali Reza Khan Kadschar war der Sohn von Mousa Khan, einem Onkel von Naser al-Din Schah. Ali Reza war Teil der Gefolgschaft von Naser al-Din Schah und begleitete ihn 1870 und 1871 auf seinen Pilgerreisen zu den heiligen Stätten in Nadschaf und Kerbela sowie 1873 und 1878 bei seinen Reisen nach Europa.
Ali Reza Khan wurde Gouverneur von Mazandaran und später Justizminister. Nach dem Sturz von Mohammed Ali Schah im Jahr 1909 lebte dieser mit seiner Familie im Exil in Odessa und dessen zwölfjähriger Sohn Ahmad Schah wurde zur Nachfolge nach Persien zurückgebracht. Ali Reza Khan wurde auf Beschluss des iranischen Parlaments als Regent eingesetzt. Er sollte Ahmad Schah bis zu dessen Volljährigkeit vertreten.
Ali Reza Khan, genannt Azod al Molk, hatte keine formale schulische Ausbildung absolviert. Er galt als redlicher und ehrlicher Politiker. Zum Ende seines Lebens wurde er als Khan Dai (ehrenwerter Onkel) bezeichnet.